# Iglesia Matriz de Chupaca (Junín)
La Iglesia Matriz de San Juan Bautista o simplemente Iglesia Matriz de Chupaca, es el templo principal del distrito y Provincia de Chupaca, en la Región Junín.
Fue fundado en 1550, teniendo como advocación y patrocinio a San Juan Bautista. Actualmente es una Parroquia perteneciente a la Arquidiócesis de Huancayo.

## Ubicación
Esta Iglesia se ubica en el distrito y Provincia de Chupaca, a solo 20 minutos de la Zona Monumental de Huancayo. 

## Historia
La primera iglesia que tuvo Chupaca data de 1550. Esta fue mandada a construir por el curaca Cristóbal Apoalaya Chuquillanqui (quien se había convertido al cristianismo) con el apoyo de doña Ines Muñoz y dada su importancia geográfica se constituyó en el principal del Hanan Huanca sus dimensiones fueron menores a las actuales pero fue una iglesia bellísima tal como afirman cronistas y viajeros superando a la Iglesia de Santiago León de Chongos. Fue regentada por los DOMINICOS hasta 1748.
Es sabido que la Iglesia de Chupaca fue incendiada por los chilenos en el conflicto de 1882, fue tanta su insania que destruyeron un gran tesoro artístico, se afirma que por su belleza albergaba invalorables obras de arte en pintura y escultura.

- Datos: Q94970199